# Yuzu
Yuzu는 닌텐도 스위치 자유-오픈 소스 소프트웨어 에뮬레이터이며, Yuzu 닌텐도 3DS 전용 에뮬레이터인 시트라의 개발진들이 개발하였다. 또한 Yuzu는 닌텐도 스위치가 출시한 지 10개월째가 되는 2018년 1월 14일 출시하였다. C++로 개발되었다.
이 에뮬레이터는 닌텐도 3DS 에뮬레이터 시트라(Citra)의 개발자들에 의해 만들어졌으며, 프로젝트들 간에 상당한 코드가 공유되었다. 원래 유즈는 테스트 프로그램과 홈브루만 지원했다.

## 특징
유즈는 Nintendo의 BCAT 동적 컨텐츠 네트워크를 대체하기 위해 Boxcat이라는 네트워크 서비스를 사용했다. 이 기능은 나중에 작동하지 않기 때문에 제거되었다. 이 구현은 결국 닌텐도 스위치에서 버린 로컬 BCAT 파일을 사용할 수 있는 것으로 대체될 것이다.

## 대안
유즈는 또한 도킹된 해상도, 도킹 해제된 해상도, 비네이티브 해상도를 시뮬레이션하는 해상도 리스케일링 기능을 제공한다. 비네이티브 해상도에 대한 지원을 처음 추가한 후, 얼마 지나지 않아 안정성 문제와 서로 다른 GPU 벤더의 일관성 없는 동작으로 인해 이 기능은 다시 제거되었다. 제거 2년 후, 이 기능은 마침내 "Project A.R.T"라는 코드명으로 읽혔다
2019년 12월, 유즈는 실험적인 벌칸 렌더러를 얼리 액세스 빌드에 추가하여 메인 라인 빌드로 가져왔다 2020년 5월 9일, 개발팀은 실험적인 멀티 코어 CPU 에뮬레이션 코드명 프로메테우스를 포함하는 업데이트를 발표했다.
2020년 11월, 유즈의 개발자들은 에뮬레이터에 온라인 기능을 추가했지만 곧 삭제했다.
2021년 6월, 유즈의 얼리 액세스 빌드에 패스트멤 지원이 추가되었다.
2021년 7월, 유즈는 셰이더 디컴파일러를 다시 쓰는 것을 목표로 한 《프로젝트 하데스》를 마무리하여 에뮬레이터의 전반적인 성능을 향상시켰다.
PC 게이머에게 보낸 성명에서 유즈의 개발자들은 스팀 덱에서 사용할 에뮬레이터에 대한 잠재적인 최적화에 관심이 있다고 말했다.
2023년 5월 30일 안드로이드 버전이 출시되었다
2018년 10월 Kotaku는 Super Mario Odyssey가 플레이 가능하다는 기사를 발표했다. 기사의 저자는 당시 상업적으로 이용 가능한 게임을 모방할 수 있는 Yuzu의 능력에 대해 우려를 표명했다
PC 게이머는 에뮬레이터가 비록 오디오 문제가 있었지만 게임 출시 직후 포켓몬: 렛츠 고, 피카츄! 그리고 렛츠 고, 이브!를 실행할 수 있었다고 언급했다.
2019년 10월 기즈모도는 유즈가 실제 콘솔 하드웨어와 거의 비슷한 프레임 속도로 일부 게임을 에뮬레이트할 수 있다는 기사를 발표했다.
2021년부터 여러 매체에서 유즈가 스팀 덱에서 실행할 수 있다고 보고되어 시스템에서 닌텐도 스위치 게임을 플레이할 수 있게 되었다.
2021년 10월 9일에 코타쿠에 의해 메트로이드 드레드를 플레이할 수 있는 유즈와 류진스(또 다른 스위치 에뮬레이터)의 능력을 다룬 기사가 발표된 후, 닌텐도는 해당 사이트의 편집팀에 연락하여 기사 수정을 요청했고, 이는 제목의 불법 복제를 조장하는 것으로 간주되었다. 코타쿠는 기사를 업데이트하여 그렇게 해석된 언어를 제거하는 것으로 응답했으며, 오류에 대해 독자들에게 사과했다. 그러나 편집 부록에서 그들은 에뮬레이션이 비디오 게임 보존 노력의 중요한 부분이라고 생각하며 에뮬레이터에 대한 보도가 게임을 불법 복제하도록 장려하는 것과 동일하지 않다고 주장했다.
유즈의 스팀 덱 실행 능력이 공개된 후, 방법에 대한 지침을 제공하는 여러 유튜브 영상이 삭제되었다. 누가 테이크다운을 발행했는지는 알려지지 않았지만, 뉴스를 보도하는 언론사들은 비공식 콘텐츠 제작자에 대한 DMCA 테이크다운 공지를 발행한 과거 이력으로 볼 때 닌텐도라고 믿었다.
2023년 8월 23일, 데누보 소프트웨어 솔루션 GmbH는 개발자들이 유즈와 같은 에뮬레이터를 통해 플레이를 차단할 수 있도록 하는 닌텐도 스위치 타이틀을 위한 새로운 디지털 권리 관리 솔루션인 "닌텐도 스위치 에뮬레이터 보호"를 개발했다고 발표했다.
2024년 2월 26일, 미국 닌텐도는 팀 유즈의 법인인 트로픽 헤이즈 LLC를 상대로 소송을 제기했다.

## 같이 보기
- 비디오 게임 콘솔 에뮬레이터
- Citra